# Maria Bartola
Maria Bartola est une femme aztèque du XVIe siècle reconnue comme la première historienne de Mexico.

## Biographie
Moctezuma II, souverain de la Triple Alliance (Empire Aztèque) avant l'arrivée des  conquistadors espagnols, avait un frère nommé Cuitláhuac. Lorsque Moctezuma II a été tué dans les combats contre Hernán Cortés, Cuitláhuac est devenu son successeur. Cuitláhuac est mort très vite. Sa fille Maria Bartola, alors baptisée par les Espagnols, a vécu la période violente du siège de Tenochtitlan, la capitale aztèque.
Elle a commencé à écrire une histoire de son temps à partir des combats dont elle a été témoin, parfois à partir du champ de bataille lui-même. Ses écrits ont été pour partie brulés par les Espagnols. C'est grâce à l'historien Fernando de Alva Cortés Ixtlilxochitl que nous connaissons son travail et son existence.